# Antipatros de Tarse
Pour les articles homonymes, voir Antipatros.
Antipatros de Tarse est un philosophe, scholarque stoïcien de -150 à -129.

## Notice biographique
Originaire de Tarse, disciple de Diogène de Babylone, il est le maître de Panétios de Rhodes et un adversaire de Carnéade. Il est scholarque stoïcien pendant une vingtaine d'années.

## Philosophie
Il a écrit sur la divination et les songes et remet à l'honneur les études sur la physique, et rassemblé des écrits au sujet du « démon » de Socrate. Il a tenté de mieux décrire la théorie de la représentation stoïcienne énoncée par Zénon de Kition, le fondateur de l'école du Portique.

## Œuvre
- Sur le Monde (7 livres)[3]
- Sur l'être
- De l'Âme